# Abdelbaset Wasfi
Abdelbaset Wasfi (en árabe: عبد الباسط وصفي‎; nacido el 2 de marzo de 1997) es un deportista marroquí que compite en taekwondo.
Ganó una medalla en los Juegos Panafricanos de 2019 y dos tres en el Campeonato Africano de Taekwondo entre los años 2021 y 2023.

## Palmarés internacional
| Juegos Panafricanos | Juegos Panafricanos      | Juegos Panafricanos | Juegos Panafricanos |
| Año                 | Lugar                    | Medalla             | Categoría           |
| ------------------- | ------------------------ | ------------------- | ------------------- |
| 2019                | Rabat (Marruecos)        | Medalla de bronce   | –63 kg              |
| Campeonato Africano |                          |                     |                     |
| Año                 | Lugar                    | Medalla             | Categoría           |
| 2021                | Dakar (Senegal)          | Medalla de bronce   | –63 kg              |
| 2022                | Kigali (Ruanda)          | Medalla de oro      | –63 kg              |
| 2023                | Abiyán (Costa de Marfil) | Medalla de bronce   | –63 kg              |